# 2022 QY7
2022 QY7 est un objet transneptunien considéré comme centaure.
2022 QY7 a un diamètre estimé à environ 231 km, son arc d'observation est de seulement 2 jours, il est donc encore mal connu.